# Shire of Kojonup
Shire of Kojonup is een Local Government Area (LGA) in Australië in de staat West-Australië. Shire of Kojonup telde 1.901 inwoners in 2021. De hoofdplaats is Kojonup.

## Geschiedenis
Op 5 december 1871 werd het Kojonup Road District gesticht. Het Kojonup Road District werd vervangen door de Shire of Kojonup op 23 juni 1961.

## Geografie
De volgende plaatsen liggen in het lokale bestuursgebied:
- Kojonup
- Boscabel
- Cherry Tree Pool
- Jingalup
- Lumeah
- Muradup
- Mobrup
- Qualeup
- Wahkinup